# 8680 Rone
8680 Rone è un asteroide della fascia principale. Scoperto nel 1992, presenta un'orbita caratterizzata da un semiasse maggiore pari a 3,1365635 UA e da un'eccentricità di 0,1603427, inclinata di 5,91129° rispetto all'eclittica.